# Lech Kaczyński
Lech Aleksander Kaczyński (Varšava, 18. lipnja 1949. – 10. travnja 2010.), poljski političar i predsjednik Poljske od 2005. godine do smrti.
Lech Kaczyński naslijedio je Aleksandra Kwaśniewskog kao pobjednik predsjedničkih izbora 2005. Njegov brat blizanac Jarosław Kaczyński bio je predsjednik vlade od 2006. do 2007. godine.
Lech Kaczyński poginuo je u zrakoplovnoj nesreći u Smolenskoj oblasti kada je putovao u Rusiju na 70. obljetnicu masakra u Katynskoj šumi gdje su agenti NKVD-a likvidirali oko 15000 časnika poljske vojske.

## Rani život
Kaczyński rođen je u Varšavi. Sin je Rajmunda (inženjera, partizana koji se pridružio Armiji Krajowi ("Zemaljska vojska") u Drugom svjetskom ratu i veteran Varšavskog ustanka) i Jadwige (filologinje na Poljskoj Akademiji Znanosti ). Kao dijete glumio je 1962. godine u poljskome filmu "O dwóch takich, co ukradli księżyc" ("O dvojici, što ukradu mjesec") zajedno sa svojim bratom blizancem Jarosławom.
Lech Kaczyński bio je diplomirani pravnik i rektor Sveučilišta u Varšavi. Godine 1980. diplomirao je filozofiju na sveučilištu u Gdańsku. Godine 1990. je imao habilitaciju o Zakonu o radu. Kasnije je preuzeo profesorski položaj na sveučilištima u Gdanjsku i Varšavi.